# Lokottaravada
Lokottaravāda (pāli : Lokuttaravāda ; « école supramondaine ») était une des vingt écoles du bouddhisme ancien, également nommée Ekavyāvahārika (pāli : Ekabbohārā: « ceux qui ne prononcent qu'une parole »). Selon des sources mahāyāna compilées par Bhavyaviveka, Vinitadeva et d'autres, c'était un sous-groupe des Mahāsaṅghika. Le Mahāvastu, seul texte complet en sanskrit du courant Mahāsaṅghika qui nous soit parvenu, est attribué aux Lokottaravādins (les adeptes du Lokottravâda). Les Lokottaravādins affirmaient qu'il n'y de réel dans le monde que deux sortes de vide (śūnyatā), c'est-à-dire le « vide de soi »  (pudgala-śūnyatā) et le « vide de phénomène » (dharma-śūnyatā). Le Bouddha est transcendant (lokottara), sa vie et sa manifestation physique sont une simple apparence.

## Étymologie
Le nom Lokottaravāda signifie les enseignements (vada) supramondains (Skt. lokottara), ou transcendants et la personne qui suit ces enseignements est appelée Lokottaravādin. Bien que cette école ait porté ce nom, toutes les sous-écoles des Mahāsāṃghikas semblent avoir accepté des formes d'enseignements supramondains ou transcendants.

## Histoire
Le Śāriputraparipṛccha et le Samayabhedoparacanacakra suggèrent tous deux que les Lokottaravāda sont issus des Ekavyāvahārikas et des Gokulikas. Alors que les Mahāsāṃghikas fleurissaient initialement dans la région entourant le Magadha, les Lokottaravādins sont connus pour s'être développés dans le Nord-Ouest.

## Collections du monastère de Bamiyan
Le moine bouddhiste chinois Xuanzang visita un monastère Mahāsāṃghika-Lokottaravāda au VIIe siècle ap. J.-C., à Bamiyan, en Afghanistan. Le site de ce monastère a été redécouvert par des archéologues. Des manuscrits en écorces de bouleau contenant les collections de textes de ce monastère, incluant des sūtras mahāyānistes, ont été trouvés sur le site et ils sont maintenant préservés dans la collection Schøyen. Les manuscrits et fragments issus de la collection de ce monastère qui ont survécu incluent les textes source suivants :
- Pratimokṣa Vibhaṅga des Mahāsāṃghika-Lokottaravāda (MS 2382/269)
- Mahāparinirvāṇa Sūtra, sūtra des Āgamas (MS 2179/44)
- Caṃgī Sūtra, sūtra des Āgamas (MS 2376)
- Vajracchedikā Prajñāpāramitā Sūtra, sūtra mahāyāniste (MS 2385)
- Bhaiṣajyaguru Sūtra, sūtra mahāyāniste (MS 2385)
- Śrīmālādevī Siṃhanāda Sūtra, sūtra mahāyāniste (MS 2378)
- Pravāraṇa Sūtra, sūtra mahāyāniste (MS 2378)
- Sarvadharmapravṛttinirdeśa Sūtra, sūtra mahāyāniste (MS 2378)
- Ajātaśatrukaukṛtyavinodana Sūtra, sūtra mahāyāniste (MS 2378)
- Śāriputra Abhidharma Śāstra (MS 2375/08)